# Municipio de Troy (condado de Monroe)
El municipio de Troy (en inglés: Troy Township) es un municipio ubicado en el condado de Monroe en el estado estadounidense de Iowa. En el año 2010 tenía una población de 4445 habitantes y una densidad poblacional de 47,27 personas por km².

## Geografía
El municipio de Troy se encuentra ubicado en las coordenadas 41°1′51″N 92°48′39″O / 41.03083, -92.81083. Según la Oficina del Censo de los Estados Unidos, el municipio tiene una superficie total de 94.04 km², de la cual 93,8 km² corresponden a tierra firme y (0,25 %) 0,24 km² es agua.

## Demografía
Según el censo de 2010, había 4445 personas residiendo en el municipio de Troy. La densidad de población era de 47,27 hab./km². De los 4445 habitantes, el municipio de Troy estaba compuesto por el 97,44 % blancos, el 0,34 % eran afroamericanos, el 0,18 % eran amerindios, el 0,47 % eran asiáticos, el 0,34 % eran de otras razas y el 1,24 % eran de una mezcla de razas. Del total de la población el 1,64 % eran hispanos o latinos de cualquier raza.